# Kate Orff
Kate Orff  (Maryland, 1971) es una arquitecta del paisaje estadounidense. 

## Trayectoria
Es la fundadora y directora de diseño de SCAPE, una empresa centrada en la arquitectura del paisaje. Ha diseñado proyectos tanto en los Estados Unidos como en el extranjero. Da conferencias en los EE. UU. y en el extranjero sobre paisaje urbano y nuevos paradigmas de pensamiento, colaboración y diseño en el antropoceno. Kate también enseña seminarios interdisciplinarios y estudios de diseño en la Universidad de Columbia. En 2017, Orff recibió un Genius Grant de la John D. and Catherine T. MacArthur Foundation.
Orff estudió en la Universidad de Virginia y en la Universidad de Harvard. En 2011 fue incluida en una lista de la revista Elle como una de las nueve mujeres "correctoras" de la humanidad.
Es la Directora del Programa de Diseño Urbano de la Graduate School of Architecture, Planning and Preservation de la Universidad de Columbia, donde es fundadora y codirectora del Laboratorio de Paisaje Urbano.

## Reconocimientos
Según la información proporcionada por el Laboratorio de Paisaje Urbano su oficina, SCAPE, ha ganado premios locales y nacionales de diseño. Fue nombrada una líder del diseño por la Dwell Magazine y una de las 50 personas influyentes en el futuro del diseño por H&G. En 2008 recibió un premio de la Sociedad Americana de Arquitectos Paisajistas en la categoría de comunicación.
En 2012 Orff fue nombrada miembro de la United States Artists.
En 2014, Orff fue reconocida por su trabajo diseñando el jardín de la Calle 103, por Built by Women New York City, una competición organizada por Beverly Willis Architecture Foundation en otoño de 2014 para identificar sitios excepcionales y diversos y diversos sitios y espacios diseñados y construidos por mujeres.